# BoxeR (киберспортсмен)
Лим Ё Хван (кор. 임요환, род. 4 сентября 1980, Сеул), более известный под своим никнеймом BoxeR, — бывший корейский профессиональный игрок в StarCraft, игравший за расу терранов. Двукратный чемпион мира по StarCraft по версии World Cyber Games (2001 и 2002 года), и единственный спортсмен, которому удалось выиграть этот турнир дважды. Является основателем команд SK Telecom T1, выигравшей первый чемпионат Proleague по Brood War, и SlayerS, ставшей двукратной победительницей Global StarCraft II League. После завершения карьеры в 2012 году начал профессионально играть в покер, где также одержал победы на ряде крупных турниров.
BoxeR считается одним из сильнейших игроков в истории StarCraft и первым «bonjwa» — этот термин используется в сообществе StarCraft для описания человека, доминировавшего на про-сцене в определённый период времени. Фанаты прозвали его «Император терранов». Лим Ё Хван включён в Зал славы киберспорта Республики Корея и Зал славы киберспорта ESL.

## Биография

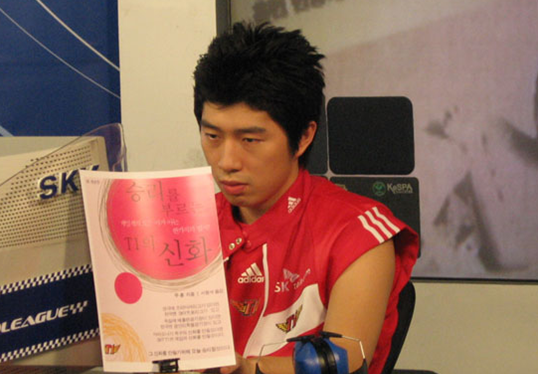
BoxeR в 2006 году

Лим Ё Хван родился 4 сентября 1980 года. Родители Ё Хвана много работали, поэтому он часто оставался один. Лим проводил свободное время, играя в уличный футбол и зависая в компьютерных клубах. В 1998 году друг Лима познакомил его со StarCraft, и Ё Хван увлёкся этой игрой. Набравшись опыта в игре против искусственного интеллекта, Лим решил попробовать свои силы против живого оппонента и отправился в местный писибан, где узнал об онлайн-сервисе Battle.net. Для игры Лим решил создать клан с названием «Slayer»; эта идея провалилась, однако название клана осталось в его нике — «SlayerS_BoxeR». В начале BoxeR играл за протоссов, однако после патча, сделавшего его основные стратегии нерабочими, он переключился на расу терранов.
BoxeR стал уделять много времени тренировкам и игре по сети, пока не оказался на втором месте в онлайн-рейтинге игроков в StarCraft — первое место, по словам Лима, занимал читер. Его ник набирал популярность в сообществе StarCraft. В августе 1999 года с Лимом связался президент компании Sinabro и предложил начать киберспортивную карьеру под его началом. В декабре 1999 года он выиграл свой первый турнир — SBS Multi-Game Championship. В 2000 году он вступил в команду IZ (ныне Hwaseung OZ), в которой пробыл два года.
В 2000—2002 годах BoxeR одержал множество побед на турнирах, включая две победы на Ongamenet Starleague и золотые медали на чемпионатах мира World Cyber Games 2001 и World Cyber Games 2002. BoxeR стал единственным двукратным чемпионом World Cyber Games по StarCraft (на них он выступал под ником gonia119).
В ноябре 2002 года BoxeR перешёл в команду Orion. Через некоторое время спонсор объявил, что он не готов продолжать спонсировать команду, предложив Лим Ё Хвану персональное спонсорство, однако BoxeR отказался расставаться с командой, решил возглавить её самостоятельно под названием 4U. В дальнейшем команду Ё Хвана выкупила SK Telecom, образовав в апреле 2004 года SK Telecom T1. SK Telecom дала Лим Ё Хвану практически полный контроль над командой; он, в частности, оставил за собой право самостоятельно набирать игроков в команду. Под началом Лима SK Telecom T1 выиграла первый турнир серии Proleague и стала одной из самых успешных команд в истории Brood War.
В 2006 году Лим Ё Хван был призван на 27-месячную военную службу. В армии BoxeR добился создания команды Air Force ACE, за которую выступали служившие в тот момент киберспортсмены, что позволило ему не прекращать тренировки. В составе Air Force ACE Лим выступал на Proleague, однако лучшим результатом команды стало предпоследнее, одиннадцатое место. В 2008 году BoxeR окончил военную службу и вернулся на киберспортивную сцену, решив сделать упор не на выступлениях на турнирах, а на поиске и тренировке молодых талантов. При этом он продолжил выступать за T1, так как его контракт с SK Telecom длился до 2010 года.
31 августа 2010 года, по истечении контракта, BoxeR покинул команду SK Telecom T1. 9 октября 2010 года Лим объявил о продолжении карьеры в StarCraft II и участии в квалификации на GSL Open Season 2. В ноябре 2011 года он объявил о создании собственной команды — SlayerS. Команда была одной из самых успешных на киберспортивной сцене StarCraft II (она, в частности, одержала победу на двух сезонах Global StarCraft II Team League в 2011 году), однако сам BoxeR не мог добиться существенных результатов из-за тендиноза плеча, выливающегося в сильные боли в спине. Так, получив в 2011 году приглашение на турнир Major League Gaming в Огайо, он передал его своему товарищу по команде, Мун «MMA» Сон Вону, которому удалось одержать победу на этом турнире.
В 2012 году BoxeR объявил о завершении киберспортивной карьеры из-за проблем со здоровьем. С 16 августа 2012 года по сентябрь 2013 года Лим Ё Хван работал тренером в SK Telecom T1. С 2013 года Лим Ё Хван участвует в турнирах по покеру. Карьера игрока в покер также сложилась успешно: в январе 2019 года он выиграл чемпионат Asian Poker Tour в Хошимине, а его карьерный заработок в покер, по состоянии на 2023 год, превышает 700 000 долларов.

## Стиль игры
BoxeR был известен оригинальным стилем игры: практически ничего не заимствуя у других игроков, он вырабатывал свой стиль, оттачивая его в матчах с игроками его команды. Он также известен сильным микроконтролем.

## Признание
BoxeR считается первым «bonjwa» (кор. 본좌; этот термин используется для описания человека, доминировавшего на киберспортивной сцене StarCraft в определённый период времени) — он выиграл практически все турниры в 2000—2002 годах. BoxeR на протяжении 17 месяцев подряд — дольше, чем какой-либо другой киберспортсмен, — возглавлял рейтинг KeSPA; на его счету более 500 побед в телевизионных матчах, что также является рекордом. Фанаты прозвали его «Император терранов» — в честь одного из антагонистов серии StarCraft, Арктура Менгска.
BoxeR стал одним из первых киберспортсменов, набравших достаточную медийную узнаваемость, чтобы заключить контракт с киберспортивной организацией с регулярной заработной платой. Он стал первым киберспортсменом, получавшим шестизначную зарплату (в лучшие годы зарплата Лим Ё Хвана превышала 250 000 долларов в год).
В 2006 году MTV включил Лим Ё Хвана в список десяти наиболее влиятельных геймеров всех времён. В августе 2018 года BoxeR был включён в Зал славы киберспорта, основанный Министерством культуры, спорта и туризма Республики Корея и Корейским агентством креативного контента. В 2019 году он также попал в Зал славы киберспорта ESL. В 2020 году он получил премию за жизненные достижения на eSports Awards.

## Личная жизнь
В 2010 году Лим начал встречаться с южнокорейской актрисой Ким Га Ён. В 2011 году они сообщили о своем браке, однако свадебная церемония состоялась лишь в 2016 году. 1 августа 2015 года у пары родилась дочь.